# Фортеця Вастселійна

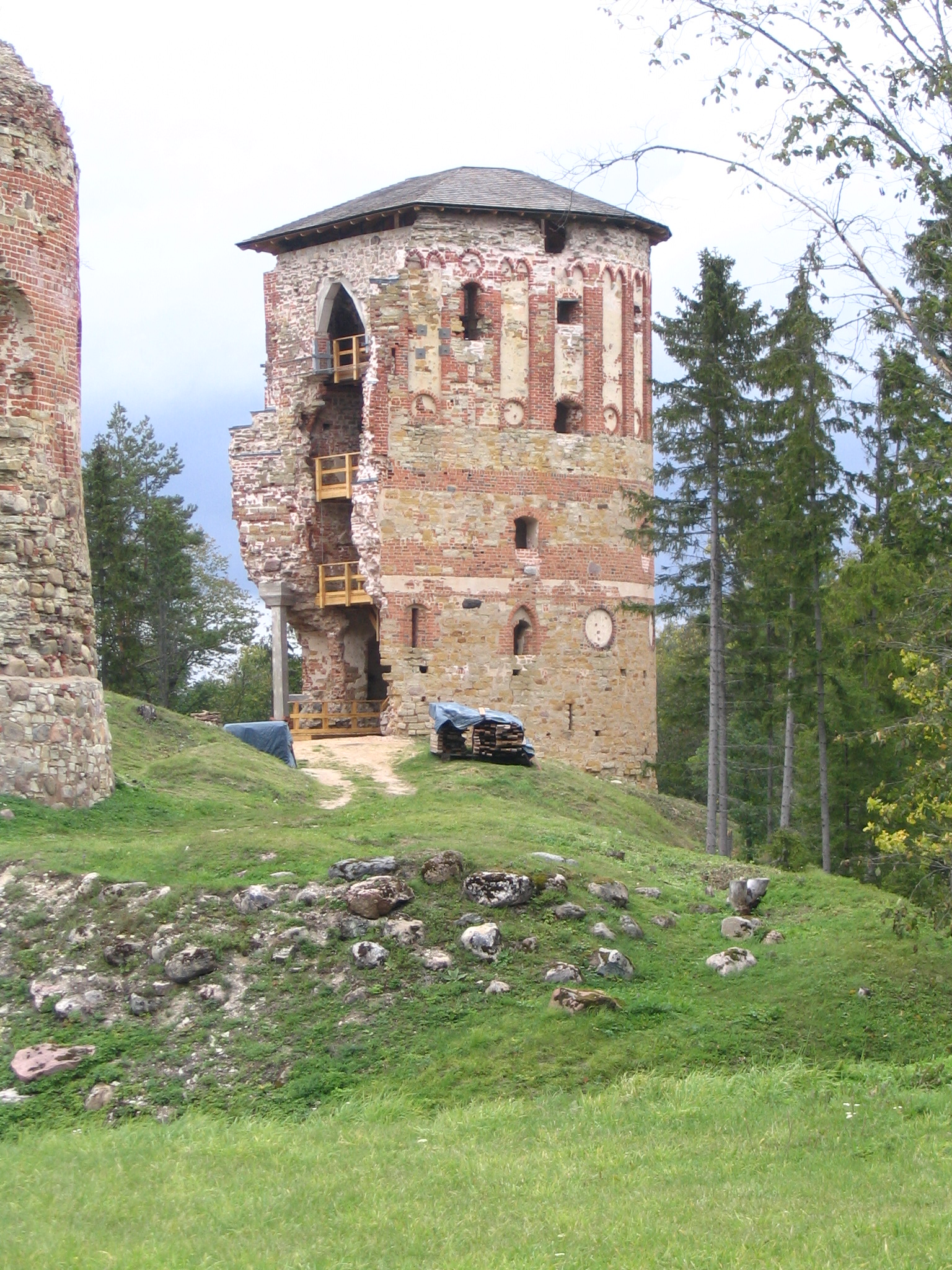
Одна з веж фортеці

Фортеця Вастселійна (ест. Vastseliina, нім. Schloss Neuhausen) була заснована в 1342 році поблизу історичного торгово-військового шляху Тарту — Псков. 
Побудована на березі річки Піуза безпосередньо поруч з російським кордоном. Вона функціювала як типова фортеця, що перегороджувала дорогу. 
Оскільки століттям раніш на тій же дорозі було збудовано фортецю Кірумпяе, її почали називати «новою фортецею», що німецькою звучить як «Нейгаузен», а на південно-естонському діалекті — «Вастселійна».

## Історія
Спочатку було побудовано невеличку фортецю-башту, верхні поверхи якої було пристосовано для оборони, а нижній — під каплицю. Там встановили чудотворну реліквію — Святий хрест, завдяки якому Вастселійна, що знаходилася на околиці Західного світу, перетворилася на відоме місце паломництва. В 1354 році папа Іннокентій VI оголосив, що всім, хто відвідає Вастселійна, гріхи відпускаються аж на 40 днів.

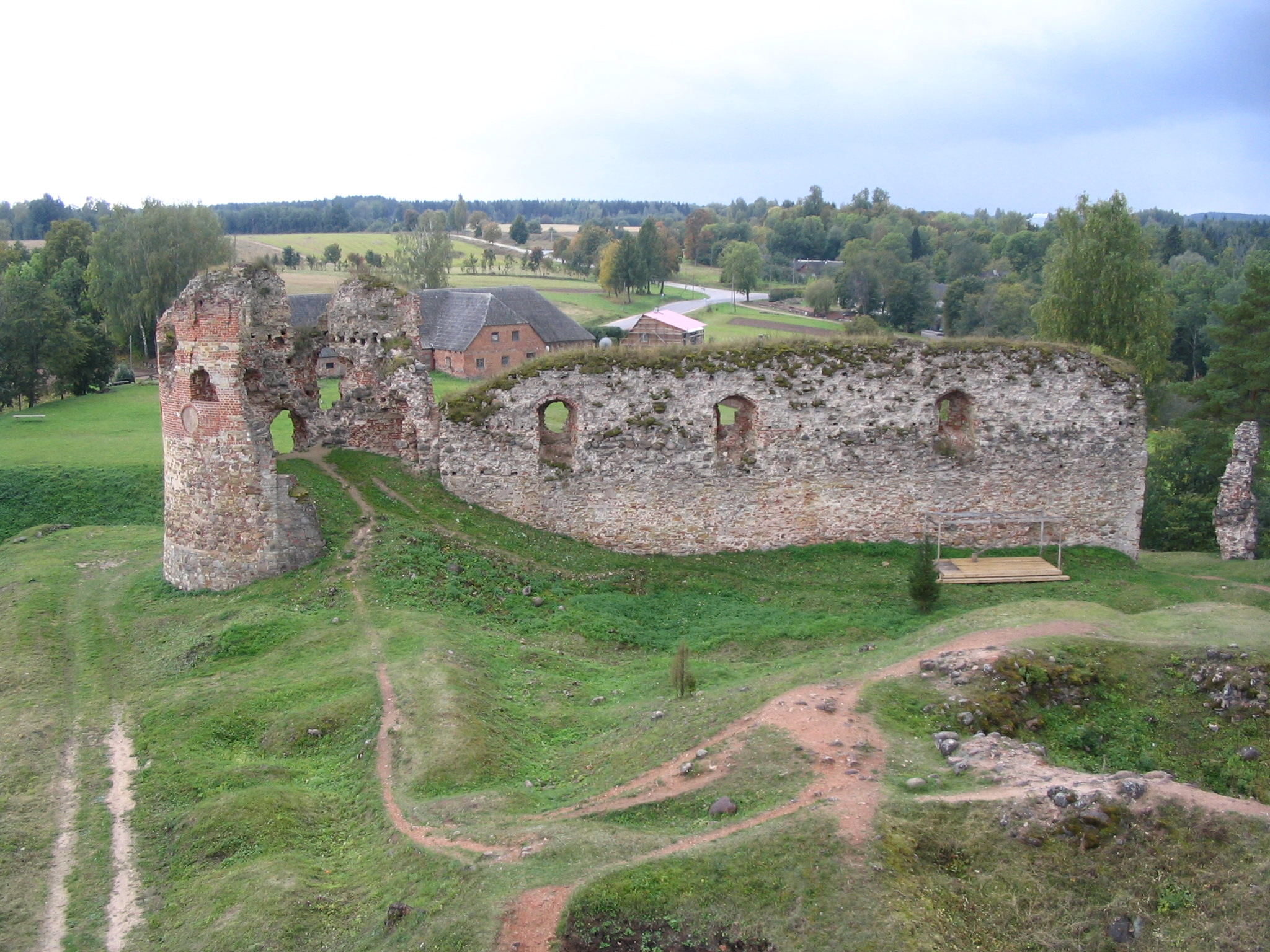
Вид здалеку

Незабаром до фортеці-башти було прибудовано основну фортецю із закритим внутрішнім двориком, у північно-східному і південно-східному кутку якої приблизно в 1500 році були зведені потужні підковоподібні гарматні башти висотою майже 25 метрів. У башт був багатий декор у вигляді стрілчастих ніш, які чергувалися із зображеннями хреста. Останнє вказувало прочанам, які йшли зі сходу, що вони прибули у західні землі, де сповідували римсько-католицьку віру.
Як фортеця на кордоні, Вастселійна пережила численні облоги і битви. У битвах Лівонської війни в 1558 році фортеця, загалом-то, вціліла, але у шведсько-польській війні в 20-х роках XVII століття й шведсько-російській війні в 1656 році. вона була майже повністю зруйнована. Фортеця остаточно перетворилася на руїни під час Північної війни в 1702 році.
Від колишньої фортеці-башти зараз залишилася купа каміння, на щастя, збереглися ділянки стіни і багаті на прикраси башти, на які гості зі сходу заглядаються і по цей день. Внаслідок спрямлення дороги, яке здійснювалося в XIX — XX століть, фортеця опинилася оддалік від великих доріг. Та й кордони західних земель, які зараз стали кордонами Естонії і Європейського союзу, зсунулися кілометрів на 10 на схід. Таким чином, до складу Естонії входить територія однієї з фіно-угорських національних груп — сету.